# 성효소황후
성효소황후 장씨(誠孝昭皇后 張氏, 홍무 12년 4월 7일(1379년) ~ 정통 7년 10월 18일(1442년 11월 20일)) 명나라 4대 황제 홍희제의 황후이자 5대 황제 선덕제의 생모이다.

## 생애
홍무 12년(1379년) 하남부(河南府) 영성(永城)에서 태어났다. 아버지는 장기(張麒)이며, 남매는 팽성백(彭城伯) 장창(張昶)이다.
홍무 29년(1396년) 연왕세자 주고치(朱高熾, 훗날의 홍희제)의 세자비로 책봉이 되었다. 영락 2년(1404년) 연왕세자 주고치가 황태자로 책봉이 되면서 장씨도 황태자비에 봉해졌다. 사실 영락제는 주고치가 아닌 한왕(漢王) 주고후(朱高煦)를 태자로 세우려고도 하였으나, 영락제 말년에는 황태자 주고치와 태자비 장씨가 총애를 받아 무사히 태자 자리를 지킬 수 있었다.
영락 22년(1424년)에 영락제가 몽골 원정 도중에 병사하면서 황태자 주고치가 황제가 되자, 장씨도 황후가 되었다. 그러나 홍희 원년(1425년) 남편 홍희제가 재위 1년도 안 되어 붕어하고 아들 황태자 주첨기(선덕제)가 즉위한다. 이에 따라 선덕 원년(1426년) 황태후가 되었으며, 손자 정통제가 즉위 후 태황태후가 되었다.
정통 7년(1442년) 태황태후 장씨는 질병에 걸렸으나 버티지 못하고 붕어하고 말았다. 사후 성효공숙명덕홍인순천계성소황후(誠孝恭肅明德弘仁順天啓聖昭皇后)의 시호를 받았다. 능호는 헌릉(獻陵)이다.